# Franz Böttger
Franz Böttger (* 11. Juli 1888 in München; † 29. Mai 1946 in Landsberg am Lech) war ein deutscher SS-Oberscharführer und hingerichteter Kriegsverbrecher, der als Arbeits- und Rapportführer im KZ Dachau eingesetzt.

## Biografie
Böttger, verheiratet und kinderlos, war als Handelsvertreter für Schmuck und Edelsteine in München tätig. Böttger wurde 1940 zur Waffen-SS einberufen und von Juni 1940 bis November 1940 bei der Wachkompanie im KZ Dachau eingesetzt. Im Mai 1941 kehrte er als Versorgungsoffizier in den Lagerdienst nach Dachau zurück und war anschließend von September 1941 bis November 1943 bei der Poststelle der Lagerkommandantur für die Briefzensur zuständig. Vom 1. Dezember 1943 bis Ende April 1945 war er Arbeits- und Rapportführer im Schutzhaftlager, unter den direkten Vorgesetzten Michael Redwitz und Friedrich Wilhelm Ruppert. Seine Aufgaben umfassten die Einteilung von Häftlingen zu Arbeitskommandos, das Abhalten von Häftlingsappellen, die Abfertigung von Häftlingstransporten sowie die Teilnahme bei Exekutionen im Krematorium. Am 26. April 1945 begleitete Böttger einen Transport mit 8000 Häftlingen mit dem Ziel Tirol und bewachte eine Gruppe von deutschen Häftlingen. Nachdem sich die SS-Männer Ende April 1945 vom Evakuierungsmarsch abgesetzt hatten und die Wehrmacht die Bewachung der Häftlinge übernommen hatte, setzte sich Böttger nach München in seine Wohnung ab und floh kurz vor der Besetzung Münchens durch die US-Army mit seinem Fahrrad. Später wurde er, wahrscheinlich von ehemaligen Dachauer Häftlingen, aufgespürt und in das KZ Dachau verbracht, wo er von früheren Insassen misshandelt wurde. Danach wurde er der anwesenden US-Army übergeben und interniert.
Am 15. November 1945 wurde Böttger im Dachau-Hauptprozess, der im Rahmen der Dachauer Prozesse stattfand, als Kriegsverbrecher von einem US-amerikanischen Militärgericht angeklagt und am 13. Dezember 1945 mit 35 weiteren Mitangeklagten durch das zum Tod durch den Strang verurteilt. Beim Urteil wurden als individuelle Exzesstaten von Böttger – die Teilnahme an Exekutionen, die Misshandlung von Häftlingen sowie die Erschießung eines Häftlings – berücksichtigt. Böttger führte zu seiner Verteidigung an, dass er Häftlinge nie blutig geschlagen hätte. Das Urteil wurde am 29. Mai 1946 im Kriegsverbrechergefängnis Landsberg vollstreckt.